# Markus Weissenberger
Markus Weissenberger (nacido el 8 de marzo de 1975 en Lauterach, Austria) es un exfutbolista austriaco que jugaba como centrocampista.

## Selección de fútbol de Austria
Weissenberger debutó con Austria en 1999 en un amistoso contra Suecia, sustituyendo a Mario Haas. No pudo disputar la Eurocopa 2008 que celebraba su país debido a una lesión en la rodilla.

## Clubes
| Club                | País     | Año         |
| ------------------- | -------- | ----------- |
| SV Spittal / Drau   | Austria  | 1991 - 1995 |
| LASK Linz           | Austria  | 1995 - 1999 |
| Arminia Bielefeld   | Alemania | 1999 - 2001 |
| TSV 1860 Múnich     | Alemania | 2001 - 2004 |
| Eintracht Frankfurt | Alemania | 2004-2008   |
| LASK Linz           | Austria  | 2008-2010   |
| Union Pregarten     | Austria  | 2010 - 2011 |